# Вихняж, Казимеж
Казимеж Вихняж (пол. Kazimierz Wichniarz; 18 января 1915 — 26 июня 1995) — польский актёр театра, кино, радио и телевидения, также актёр озвучивания.

## Биография
Казимеж Вихняж родился в Познани. Актёрское образование он учился в актёрском студио у Польского театра в Познани и дебютировал в этом театре в 1931 году. Актёр театров в разных городах (Познань, Луцк, Лодзь, Люблин, Катовице, Быдгощ, Варшава). Выступал в спектаклях «театра телевидения» в 1959—1983 годах и во многих радиопередачах «Польского радио». Умер в Варшаве, похоронен на кладбище Воинское Повонзки.

## Избранная фильмография

### актёр
| Год  | Русское название           | Оригинальное название       | Роль                                        |
| ---- | -------------------------- | --------------------------- | ------------------------------------------- |
| 1946 | Запрещённые песенки        | Zakazane piosenki           | гестаповец, проводящий ревизию              |
| 1948 | Стальные сердца            | Stalowe serca               | штейгер                                     |
| 1952 | Первые дни                 | Pierwsze dni                | Бака                                        |
| 1953 | Солдат Победы              | Żołnierz Zwycięstwa         | русский, раздающий оружие                   |
| 1953 | Дело, которое надо уладить | Sprawa do załatwienia       | зритель на боксёрском матче                 |
| 1954 | Пятеро с улицы Барской     | Piątka z ulicy Barskiej     | милиционер                                  |
| 1954 | Автобус отходит в 6.20     | Autobus odjeżdża 6.20       | Мусёл, начальник цеха                       |
| 1954 | Под фригийской звездой     | Pod gwiazdą frygijską       | член партии                                 |
| 1954 | Валтасаров пир             | Uczta Baltazara             | Збигнев Хаза                                |
| 1954 | Поколение                  | Pokolenie                   | охранник                                    |
| 1954 | Карьера                    | Kariera                     | Бартосик, каменщик                          |
| 1955 | Часы надежды               | Godziny nadziei             | сержант Томаля                              |
| 1955 | Волшебный велосипед        | Zaczarowany rower           | водитель автомобиля                         |
| 1956 | Необыкновенная карьера     | Nikodem Dyzma               | человек Вареды                              |
| 1957 | Обломки корабля            | Wraki                       | Фелюсь                                      |
| 1957 | Король Матиуш I            | Król Maciuś I               | пекарь                                      |
| 1958 | Вольный город              | Wolne miasto                | Кунерт                                      |
| 1960 | Сатана из седьмого класса  | Szatan z siódmej klasy      | Иво Гонсовский, отец Ванды                  |
| 1960 | Счастливчик Антони         | Szczęściarz Antoni          | водитель маленькой машины                   |
| 1962 | Прикосновение ночи         | Dotknięcie nocy             | сержант Вальчак                             |
| 1963 | Час пунцовой розы          | Godzina pąsowej róży        | Кемпский                                    |
| 1963 | Почтенные грехи            | Zacne grzechy               | заместитель городского старосты             |
| 1963 | Жена для австралийца       | Żona dla Australijczyka     | председатель горсовета                      |
| 1966 | Брак по расчёту            | Małżeństwo z rozsądku       | отец Магды                                  |
| 1968 | Пароль «Корн»              | Hasło Korn                  | сотрудник контрразведки                     |
| 1970 | Перстень княгини Анны      | Pierścień księżnej Anny     | повар князя                                 |
| 1971 | Золотой Круг               | Złote Koło                  | Ян Бутырак, огородник                       |
| 1971 | Кудесник за рулем          | Motodrama                   | председатель автомобильного спорта          |
| 1973 | Майор Хубаль               | Hubal                       | ксёндз Пташиньский                          |
| 1974 | Первый правитель           | Gniazdo                     | Дзвигор                                     |
| 1974 | Самый важный день жизни    | Najważniejszy dzień życia   | Гурский, председатель жилищного кооператива |
| 1974 | Потоп                      | Potop                       | Ян Онуфрий Заглоба                          |
| 1974 | Земля обетованная          | Ziemia obiecana             | Заёнчковский                                |
| 1979 | Вишни                      | Wiśnie / Weichselkirschen   | директор совхоза                            |
| 1982 | Отель Полан и его гости    | Hotel Polan und seine Gäste | раввин Левкович                             |
| 1985 | Женщина из провинции       | Kobieta z prowincji         | Феликс Сольский, второй муж Андзи           |
| 1990 | Торговец                   | Kramarz                     | судья                                       |

### озвучивание
- польские документальные и мультипликационные фильмы 1968—1978 гг.,
- музыкальные сказки,
- польский дубляж: Леди и Бродяга, Питер Пэн.

## Признание
- 1955 — Медаль «10-летие Народной Польши».
- 1956 — Золотой крест Заслуги.
- 1967 — Кавалерский крест ордена Возрождения Польши.
- 1975 — Офицерский крест ордена Возрождения Польши.
- 1975 — Заслуженный деятель культуры Польши.
- 1984 — Командорский крест ордена Возрождения Польши.
- 1984 — Медаль «40-летие Народной Польши».